# Lophozia silvicoloides
Lophozia silvicoloides là một loài Rêu trong họ Jungermanniaceae. Loài này được N. Kitag. mô tả khoa học đầu tiên năm 1965.